# 长老会交道口教堂
长老会交道口教堂又称安定门内教堂，是美北长老会差会在中国北京的中心教堂，位于东城区安定门内大街322号，交道口十字路口东北交道口二条。
1887年，长老会在安内头条建立教堂，1900年被义和团焚毁。1902年在安内二条重建。教堂为单层灰砖建筑，东西长10米，南北长8米，外形为中西混合式。在教堂的旁边还建有道济医院。教堂及医院建筑保存完好，已成为民房。后院牧师住所在1976年后拆除。
2012年，该教堂以“基督教安定门内教堂”之名被列为北京市东城区普查登记文物。